# Lixus

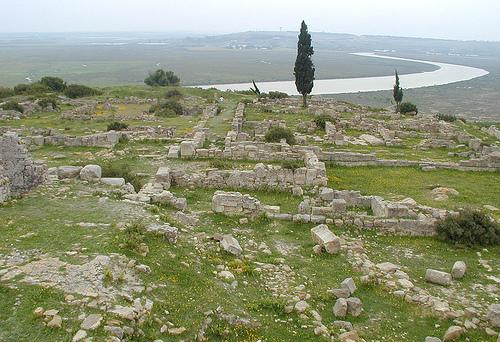
Ruïnes de Lixus

Lixus és un antic assentament costaner situat a uns 3 km al nord de la ciutat de Larraix, al nord-oest del Marroc, a la riba dreta de l'estuari del riu Lucus o Loukkos.
Fou una de les principals ciutats de la província romana de Mauritània Tingitana. Es troba envoltada per pujols vorejats al nord i a l'est per un bosc de sureres.

## Història
Fundat pels fenicis, potser al s. VII ae, restà més tard en mans dels cartaginesos, amb els quals es consolidà com a lloc comercial per a la navegació a l'Atlàntic. Després de la destrucció de Cartago, Lixus mantingué la seua importància; quedà en mans dels reis mauritans, entre els quals destacà Juba II, que renovà la ciutat. Amb l'annexió de Mauritània per Roma l'any 40, Lixus rebé l'estatus de colònia imperial, formà part de la província de Mauritània Tingitana. Lixus arribà a l'esplendor durant el regnat de l'emperador Claudi, com a port exportador d'oli d'oliva, sal i garum.
La decadència del poder romà a la zona, doncs l'any 285 totes les possessions romanes al sud del riu Lucus foren abandonades per l'emperador Dioclecià, causà l'ocàs de Lixus, convertida en ciutat fronterera. Sembla que la ciutat restà abandonada al s. V, amb el col·lapse del poder romà a la zona.
El rebliment de l'estuari del riu feu que el port es traslladés a Larraix durant l'edat mitjana, i quedà Lixus com un centre menor, dotat, però, d'una mesquita.

## Treballs arqueològics
Pel que fa a les recerques arqueològiques, destaquen els treballs de l'arqueòleg català Miquel Tarradell, que en realitzà les primeres excavacions al 1947, i feu les primeres datacions estratigràfiques sobre el jaciment de Lixus. Remarcà un "paral·lelisme cultural" entre les dues ribes de l'estret de Gibraltar i la seua vinculació amb Orient, tot i que prèviament s'hi havien realitzat alguns treballs, com el cas de H. de la Martiniere, que segons documents hi descobrí la primera inscripció en llengua púnica. Al 1895 el vicecònsol espanyol Cuevas informà de l'existència del jaciment de Lixus. Al 1923 l'arqueòleg espanyol César Luis de Montalban hi descobrí unes tombes. Al 1929, publicà el treball Estudis de les pedreres de Lixus. Gràcies a aquests avanços previs, al començament del s. XX es feren grans avanços en les excavacions a partir de la segona meitat.
També hi realitzà treballs l'arqueòleg espanyol Manuel Fernández Miranda i Mohammed Habibi, encarregats de fer un estudi protohistòric del jaciment, a la llum de la informació obtinguda amb les fonts literàries, treball que es troba dividit en tres parts segons les dades: les troballes a Mauritània, tant en els nivells de les estructures com en l'estratigrafia datada entre el 200-175 ae amb un mobiliari ceràmic considerable. La segona part correspon als nivells punicomauritans dels s. V-III aC. I en tercer lloc les troballes fenícies, que es divideixen en dues parts: una fase anterior a les estructures arquitectòniques fenícies i d'altra banda, una altra fase completament fenícia datada a partir del primer quart del segle vii aC.
També de Lixus procedeix un penjoll d'argent trobat a les necròpolis de la regió de Tànger.

## Excavacions i monuments

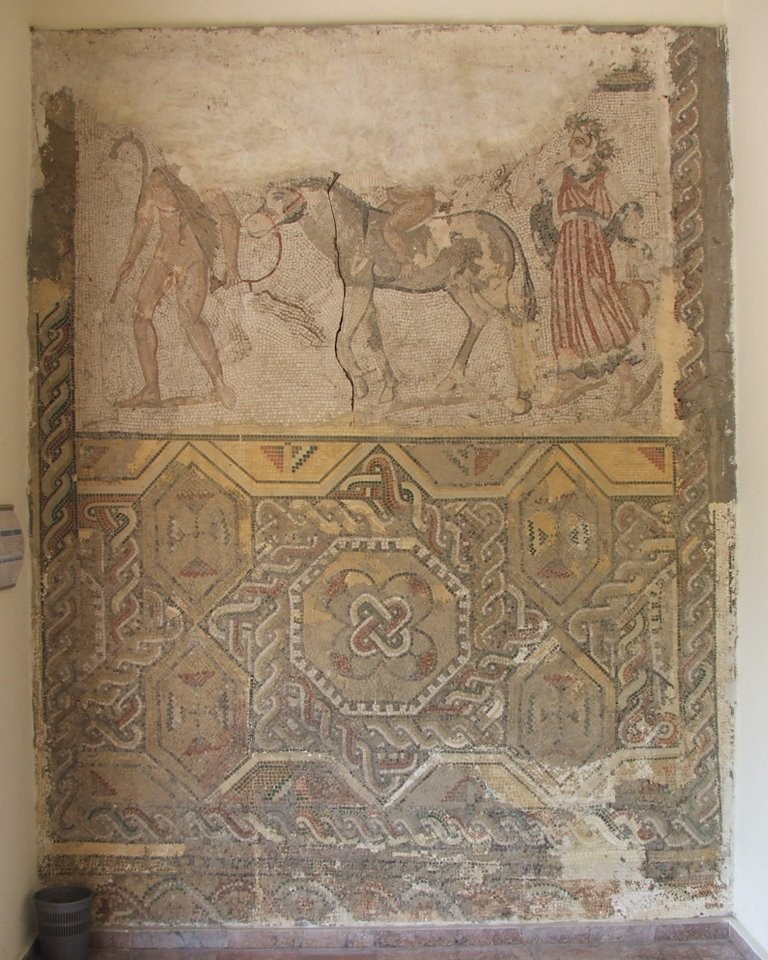
Mosaic procedent de Lixus dipositat al Museu Arqueològic de Tetuan, Marroc

Tot i que excavat parcialment, el jaciment arqueològic de Lixus es troba en un estat de relatiu abandó, sobretot i el comparem amb el de Volúbilis. En destaquen les termes, construïdes a mitjan s. I després de la destrucció de la ciutat mauritana, un amfiteatre, una fàbrica de garum i una sèrie de domus amb mosaics geomètrics i figurats, conservats en la seva major part al Museu Arqueològic de Tetuan.

## Museu
El museu alberga les troballes de Lixus (a 4 km de Larraix). L'exposició abasta tots els períodes de la història del lloc, des de l'època fenícia fins a l'època islàmica.
La seua col·lecció es compon de mostres de la ceràmica usada en la vida quotidiana (de marcada influència cartaginesa), pitxers, llànties hel·lenístiques, utensilis importats de Roma, ceràmica vermella (càntirs i llums d'oli), cristall, mosaics, eines de construcció, objectes usats per a decorar les cases, rodes de molí, estris de pesca, pesos de mesures i una important col·lecció de monedes (la major part de bronze) que daten de les èpoques fenícia, cartaginesa, mauritana i romana.